# Wiktoria Jarosz
Wiktoria Jarosz (ur. 11 czerwca 1896, zm. 10 stycznia 1985) – rolniczka, działaczka ludowa; pseudonim konspiracyjny Ciotka.

## Życiorys
Pochodziła z rodziny chłopskiej. Była córką Józefa Kozdry i Katarzyny z domu Łyko, mieszkańców Zarzecza. 
Uczęszczała do szkoły powszechnej w rodzinnej wsi do 1908. W 1923 zaangażowała się w działalność polityczną w PSL „Wyzwolenie”. Pod koniec lat 20. XX w. włączyła się w funkcjonowanie miejscowego koła Związku Młodzieży Wiejskiej. Po zjednoczeniu ruchu ludowego przystąpiła w 1931 do SL. Za działalność antysanacyjną była więziona w 1933 i 1936.
W czasie wojny działała od 1941 w Batalionach Chłopskich, a od 1943 w Gwardii Ludowej. 
W 1944 aktywnie uczestniczyła w tworzeniu władzy ludowej w powiecie niżańskim. W tym samym roku była delegatką w 200-osobowym gronie 
z rzeszowskiego na zjazd organizacyjny SL w Lublinie.
W grudniu 1946 wzięła udział w „Krajowej Konferencji Wiciarzy“, w której uczestniczyli działacze prokomunistycznego Stronnictwa Ludowego i PSL „Nowe Wyzwolenie”.
Po wojnie była członkiem Wojewódzkiej Rady Narodowej w Rzeszowie. Wchodziła też w skład Rady Naczelnej, a następnie Naczelnego Komitetu Wykonawczego SL. Od 1949 w ZSL.